# Giuseppe Betori
Giuseppe Betori (Foligno, 25 de fevereiro de 1947) é um cardeal da Igreja Católica italiano, arcebispo emérito de Florença.

## Biografia
Frequentou o ensino médio e o ginásio do Seminário Episcopal de Foligno e o liceu do Seminário Regional Umbro de Assis; em seguida, foi enviado para estudar teologia na Pontifícia Universidade Gregoriana de Roma, como aluno no Pontifício Seminário Lombardo, onde obteve a licença em teologia em 1970.
Foi ordenado padre em 26 de setembro de 1970 por Siro Silvestri, bispo de Foligno, sendo incardinado na mesma diocese. Completou os estudos de pós-graduação em Sagrada Escritura no Pontifício Instituto Bíblico, como aluno do Colégio de Sant'Apollinare, obtendo o doutorado em Sagrada Escritura, summa cum laude, em janeiro de 1981, com a dissertação "Perseguitati a causa del Nome. Struttura dei racconti di persecuzione in Atti 1,12-8, 4". 
Foi professor de Exegese antropológica no Instituto Teológico de Assis. Foi cônego do capítulo da catedral de São Feliciano de Foligno de fevereiro de 1984 a maio de 2001. De outubro de 1988 a setembro de 1991, foi professor de Sagradas Escrituras no Instituto Superior de Ciências Religiosas de Assis. A partir de dezembro de 1997, dedicou-se à preparação da XV Jornada Mundial da Juventude, realizada em Roma de 15 a 20 de agosto de 2000, como vice-presidente da Comissão italiana responsável pela organização do evento.
Em 5 de abril de 2001 Betori foi nomeado secretário da Conferência Episcopal Italiana e bispo-titular de Falerone pelo Papa João Paulo II, recebendo a consagração episcopal em 6 de maio, pelas mãos de Camillo Ruini, cardeal-vigário geral de Roma, presidente da Conferência Episcopal Italiana, coadjuvado por Arduino Bertoldo, bispo de Foligno, por Ennio Antonelli, arcebispo de Florença, por Antonio Buoncristiani, bispo de Porto-Santa Rufina, e por Giovanni Bendetti, bispo-emérito de Foligno. Como secretário geral do CEI, preparou o IV Congresso Eclesiástico Nacional celebrado em Verona, de 16 a 20 de outubro de 2006 e o encontro dos jovens italianos com o Papa Bento XVI em Loreto de 1 a 2 de setembro de 2007.
Betori foi apontado como arcebispo de Florença, em substituição a Ennio Antonelli, pelo Papa Bento XVI em 8 de setembro de 2008, fez sua entrada solene em 26 de outubro e recebeu o pálio durante a Festa de São Pedro e São Paulo de 2009. Em 5 de novembro de 2011, ele sobreviveu a uma aparente tentativa de assassinato, quando um homem não identificado confrontou o arcebispo fora de seu escritório, atirou e feriu o secretário do prelado e apontou uma arma para o arcebispo antes de fugir. Padre Paolo Brogi, o secretário do arcebispo, foi supostamente em condições satisfatórias para a cirurgia para reparar uma ferida abdominal. O arcebispo Betori e testemunhas afirmaram que o atirador disse algo enquanto gesticulava em direção ao prelado com sua arma de fogo, mas eles não puderam entender sua intenção.

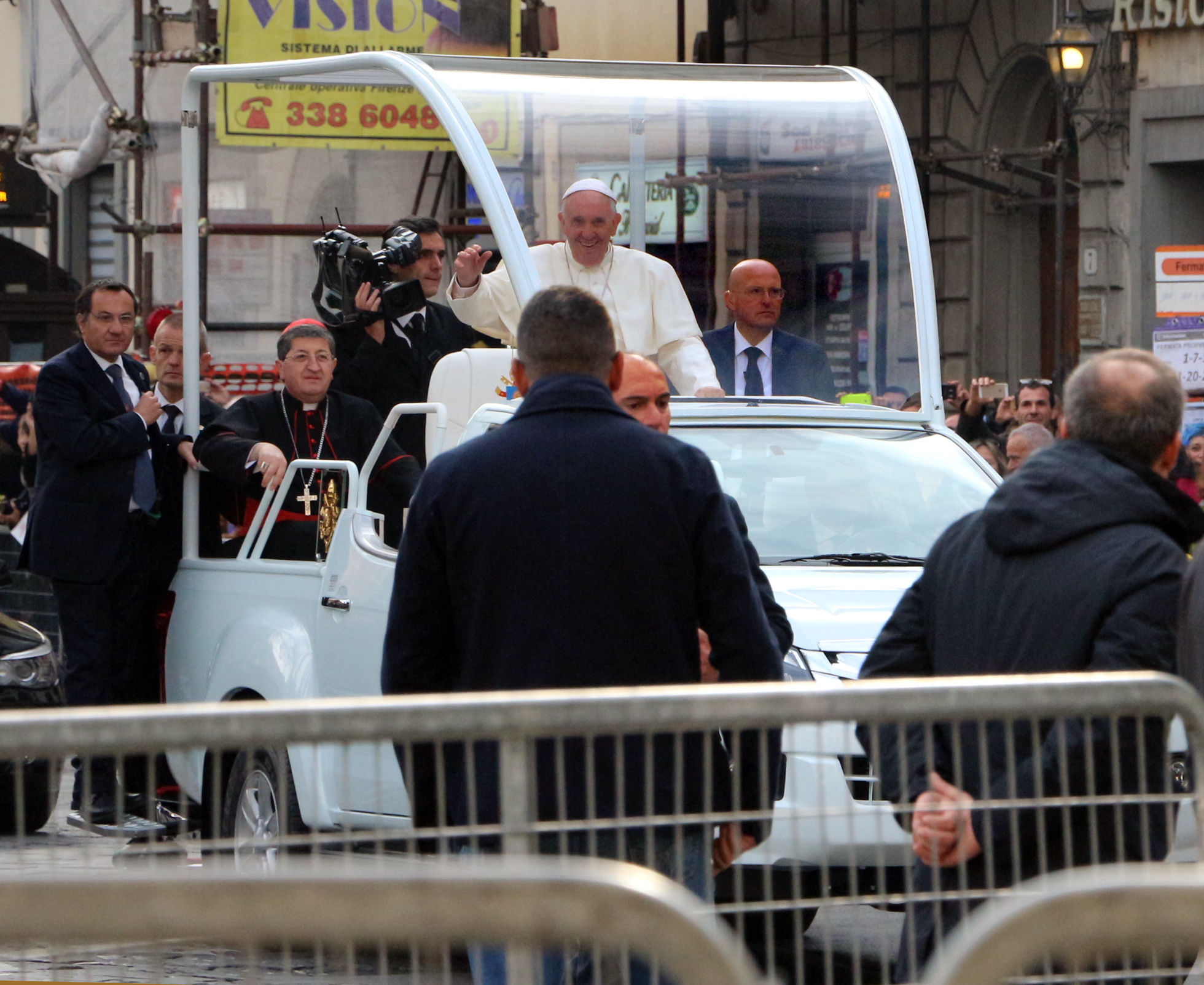
O Cardeal Betori (na parte de trás do Papamóvel, junto com o Papa Francisco, em 2015.

O Papa Bento XVI anunciou a sua criação como cardeal em 6 de janeiro de 2012 e no Primeiro Consistório Ordinário Público de 2012,  realizado em 18 de fevereiro, recebeu o anel e o barrete cardinalício, além do título de cardeal-presbítero de São Marcelo. Em 9 de junho de 2014 foi nomeado membro titular da Congregação para o Clero e em 1 de julho de 2017, foi nomeado membro da Congregação para as Causas dos Santos.
Em 14 de dezembro de 2017, a pedido do Município de Sesto Fiorentino, assinou um memorando de entendimento com o Município de Sesto, a União de comunidades e organizações islâmicas na Itália de Florença e a universidade local para a venda de uma área de aproximadamente 8,3 hectares de propriedade da arquidiocese à comunidade islâmica. Ao mesmo tempo, a Cúria assinou um compromisso de compra de uma área de 2,5 hectares da Universidade de Florença. O centro é dirigido à comunidade islâmica de Sesto (cerca de cem pessoas) e à comunidade florentina.
Este é um dos primeiros acordos deste tipo assinados na Itália, com o objetivo de concretizar a liberdade de religião e de culto sancionada pelo Concílio Vaticano II e apoiar concretamente as demais religiões abraâmicas com a ajuda material necessária à efetivação deste direito. Em 2019, a construção ainda não havia começado.
Teve sua renúncia ao governo pastoral aceita pelo Papa Francisco em 18 de abril de 2024.

## Conclaves
- Conclave de 2013 - participou da eleição de Jorge Mario Bergoglio como Papa Francisco.
- Conclave de 2025 - participou da eleição de Robert Francis Prevost como Papa Leão XIV.

## Ordenações[11]

### Ordenações episcopais
O Cardeal Betori foi o principal sagrante dos seguintes bispos:
- Stefano Manetti (2014)
- Giovanni Roncari, O.F.M.Cap. (2015)
- Giovanni Nerbini (2019)
- Andrea Bellandi (2019)
- Giovanni Paccosi (2023)
- Gherardo Gambelli (2024)

E foi consagrante de:
- Claudio Giuliodori (2007)
- Franco Giulio Brambilla (2007)
- Mario Enrico Delpini (2007)
- Carlo Mazza (2007)
- Gualtiero Sigismondi (2008)
- Adriano Tessarollo (2009)
- Carlo Ciattini (2011)